# بطولة WWE للنساء
 البطل الذي استحقها بجدارةبطولة WWE للنساء]]الصورةبطولة WWE للنساء]]
بطولة سيدات الرو (بالإنجليزية: Raw women's Championship)‏ هو عنوان تم إنشاؤها في 3 ابريل 2016 والمستخدمة حاليا في اتحاد المصارعة العالمية للترفيه في قسم رو تعتبر شارلوت فلير وساشا بانكس هما المصارعتان الأكثر فوز بها بعدد أربع مرات.

## احصائيات
- أول من فاز به: هي شارلوت فلير
- الأكثر فوز به: شارلوت فلير وساشا بانكس (4 مرات)
- الأكثر حفاظا عليه: اليكسا بليس (224) يوما
- الأقل حفاظا عليه: ساشا بانكس (8 أيام)
- البطل الأكبر سنا: نايا جاكس (33 سنة)
- البطل الأصغر سنا: ساشا بانكس (24 سنة)
- البطل الأثقل وزنا: نايا جاكس (109 كيلوغرام)
- البطل الأخف وزنا: اليكسا بليس (46 كيلوغرام)
- البطل الأطول: شارلوت فلير (1.78 متر)
- البطل الأقصر: اليكسا بليس (1.55 متر)

- البطلة الحالية هي بيكي لينش بعد أن هزمت روندا روزي بعرض ريسلمانيا 35 لتصبح بطلة الرو السيدات للمرة الاولي في مسيرتها.

## وصلات خارجية
WWE Raw Women's Championship